# Portaploma

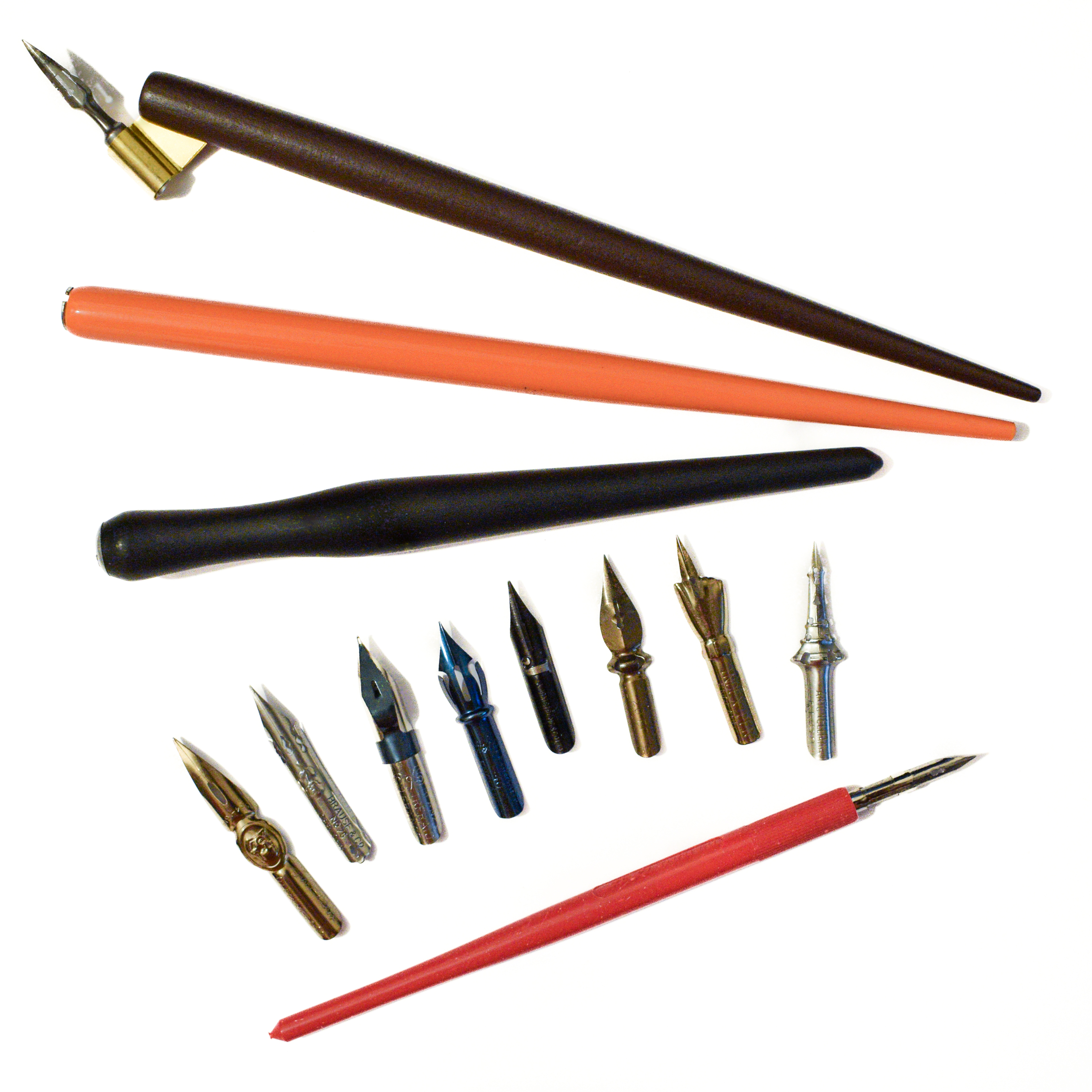
Uns portaplomes i tremps

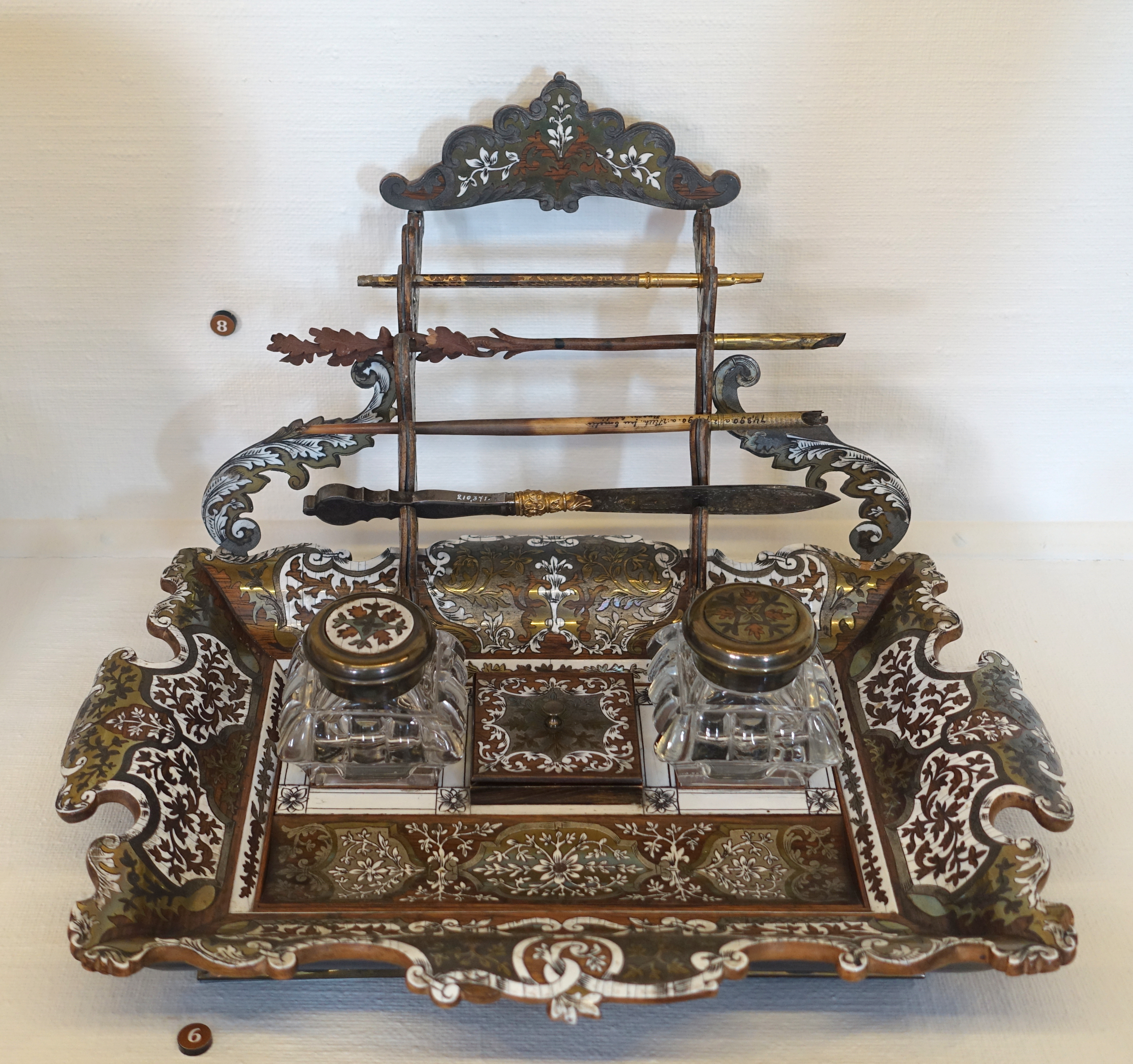
Tinter amb portaplomes «deluxe» al Museu Nòrdic a Estocolm (Suècia)

Un portaploma és un mànec al qual es fixa el tremp per escriure amb tinta. S'alimenta manualment des d'un tinter. L'invent del tremp metàl·lic des dels anys 1820 a poc a poc va eliminar la ploma d'ànec, fins que del seu costat l'estilogràfica amb dipòsit de tinta va eliminar el portaploma. Els portaplomes d'ús quotidià generalment eren de fusta, per bé que quan era la principal eina d'escriptura, també se'n van fer de més luxosos.
Tot i que l'estilogràfica va ser inventada a la segona meitat del segle xix, a l'inici quedava un producte de luxe. Amb l'arribada d'estilogràfiques industrials de bon preu des dels anys 1950, va acabar amb el portaploma. «La ploma ha d'esser aguantada amb els tres dits primers de la mà dreta, de manera que l'índex s'adapti amb naturalitat al llarg del portaploma.»